# Rinorea pubiflora
Rinorea pubiflora là một loài thực vật có hoa trong họ Hoa tím. Loài này được (Benth.) Sprague & Sandwith miêu tả khoa học đầu tiên năm 1931.